# Berezanka (huyện)
Huyện Berezanka (tiếng Ukraina: Березанський район, chuyển tự: Berezankas'kyi raion) là một huyện của tỉnh Mykolaiv thuộc Ukraina. Huyện Berezanka có diện tích 1378 kilômét vuông, dân số theo điều tra dân số ngày 5 tháng 12 năm 2001 là 24988 người với mật độ 18 người/km2. Trung tâm huyện nằm ở Berezanka.